# Patrick Leclercq
Patrick Leclercq (Lille — 2 de agosto de 1938) foi Ministro de Estado de Mônaco entre os anos de 2000 e 2005, quando deixou o cargo que foi assumido por Jean-Paul Proust, após a morte do então príncipe Rainier III. Foi antecedido por Michel Lévêque.
Nascido na França, se formou na Escola Nacional de Administração.